# Etienne Coupez
Etienne Josephus Ludovicus Maria Ghislenus Coupez (Herne, 9 november 1888 - Sint-Genesius-Rode, 4 april 1954) was een Belgisch ijshockeyer.

## Levensloop
Zijn familie verhuisde toen hij drie jaar oud was naar het Canadese Glenlea en vervolgens naar St. Norbert, een buitenwijk van Winnipeg. Aldaar kwam hij in contact met hockey.
Coupez was op clubniveau actief bij de Fédération des Patineurs de Belgique (FPB) en diens opvolger Club des Patineurs de Bruxelles (CPB).
Op het Europees kampioenschap van 1910 in het Zwitserse Les Avants (nabij Montreux) en het Europees kampioenschap van 1911 in het Duitse Berlijn won hij met de nationale ploeg brons. Hij nam ook deel aan het LIHG kampioenschap van 1912 in Brussel, alwaar hij met zijn ploeg derde eindigde.
Zijn broer Louis was eveneens actief in het ijshockey en zijn zus Lea in het tennis.